# Deschambault-Grondines
Deschambault-Grondines [deʃɑ̃ˈbo gʁɔ̃ˈdin] ist eine Gemeinde (Municipalité) in der MRC Portneuf der kanadischen Provinz Québec.
Deschambault-Grondines liegt 60 km westlich der Provinzhauptstadt Québec am Nordufer des Sankt-Lorenz-Stroms. Die Gemeinde zählte im Jahr 2016 insgesamt 2220 Einwohner und hat eine Fläche von 124,39 km².

## Geschichte
Deschambault-Grondines wurde im Jahr 1640 vom Seigneur de Chavigny gegründet. Am 27. Februar 2002 wurden die beiden Gemeinden Deschaumbault und Grondines zusammengeschlossen.

## Verkehr
Der Trans-Canada Highway verläuft von Québec kommend nach Deschambault-Grondines. Die weiter nach Süden verlaufende Autoroute 40 führt nach Trois-Rivières. Deschambault-Grondines ist an das Bahnnetz von VIA Rail Canada angeschlossen.

## Einzelnachweise

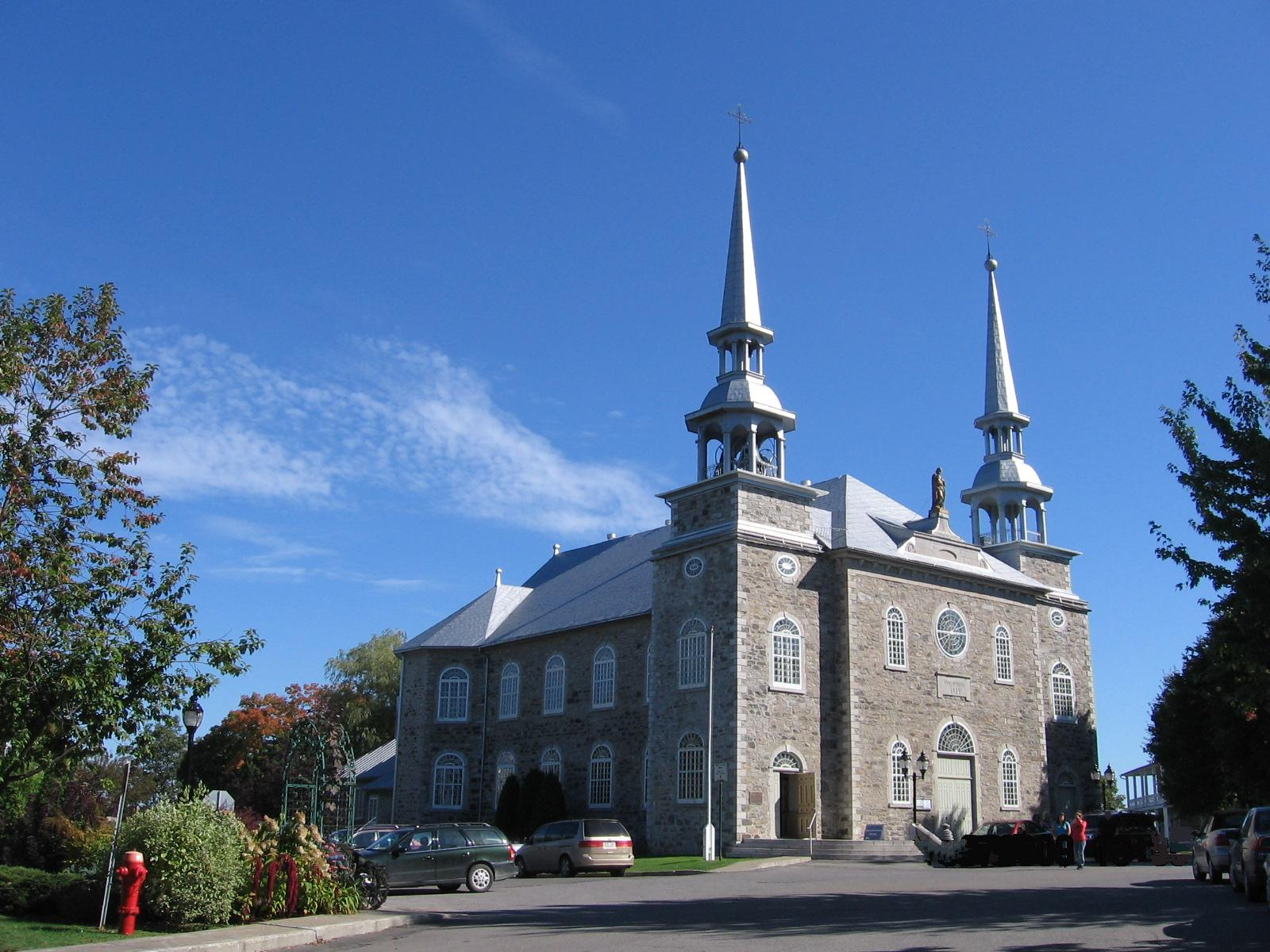
Kirche Saint-Joseph 1835–1839

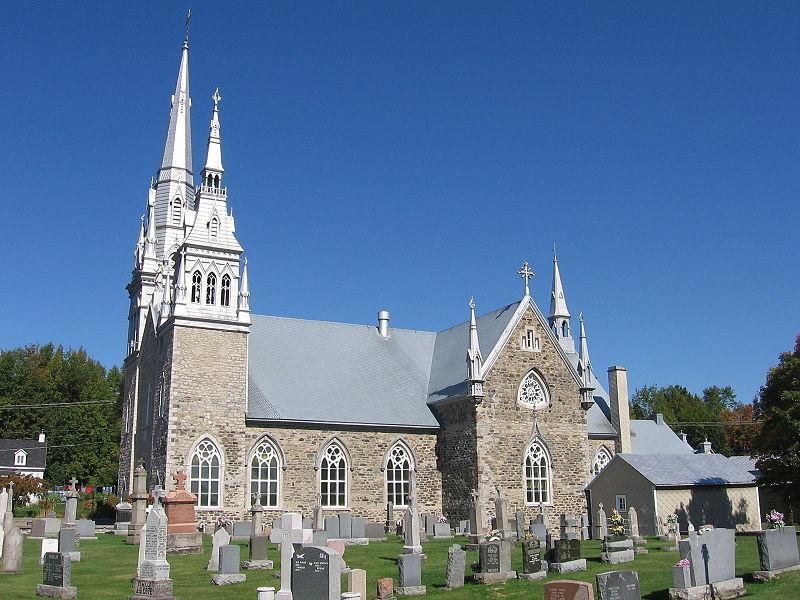
Kirche Saint-Charles Borromée 1839–1842

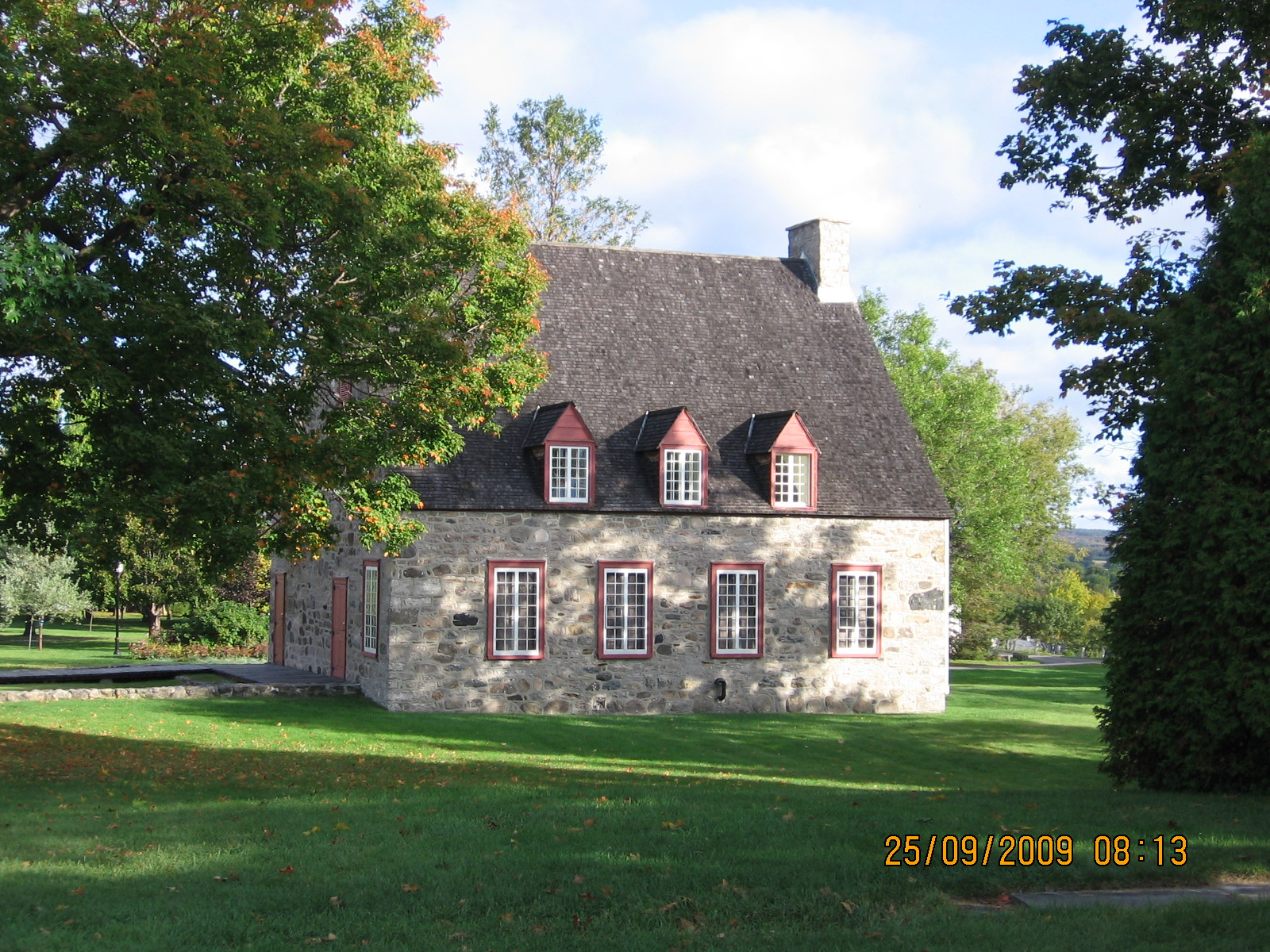
Pfarrhaus 1815–1818
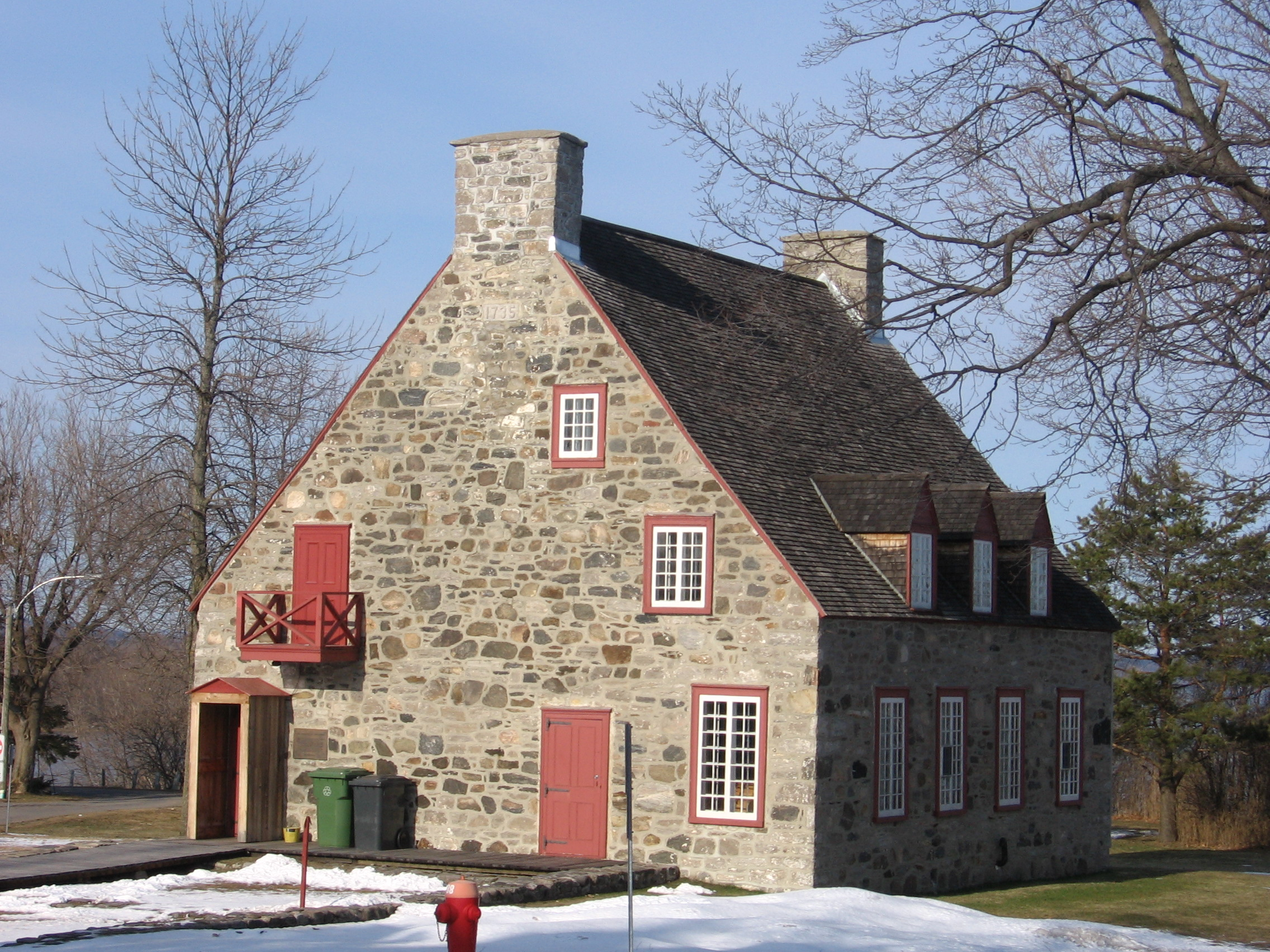
Pfarrhaus 1815–1818
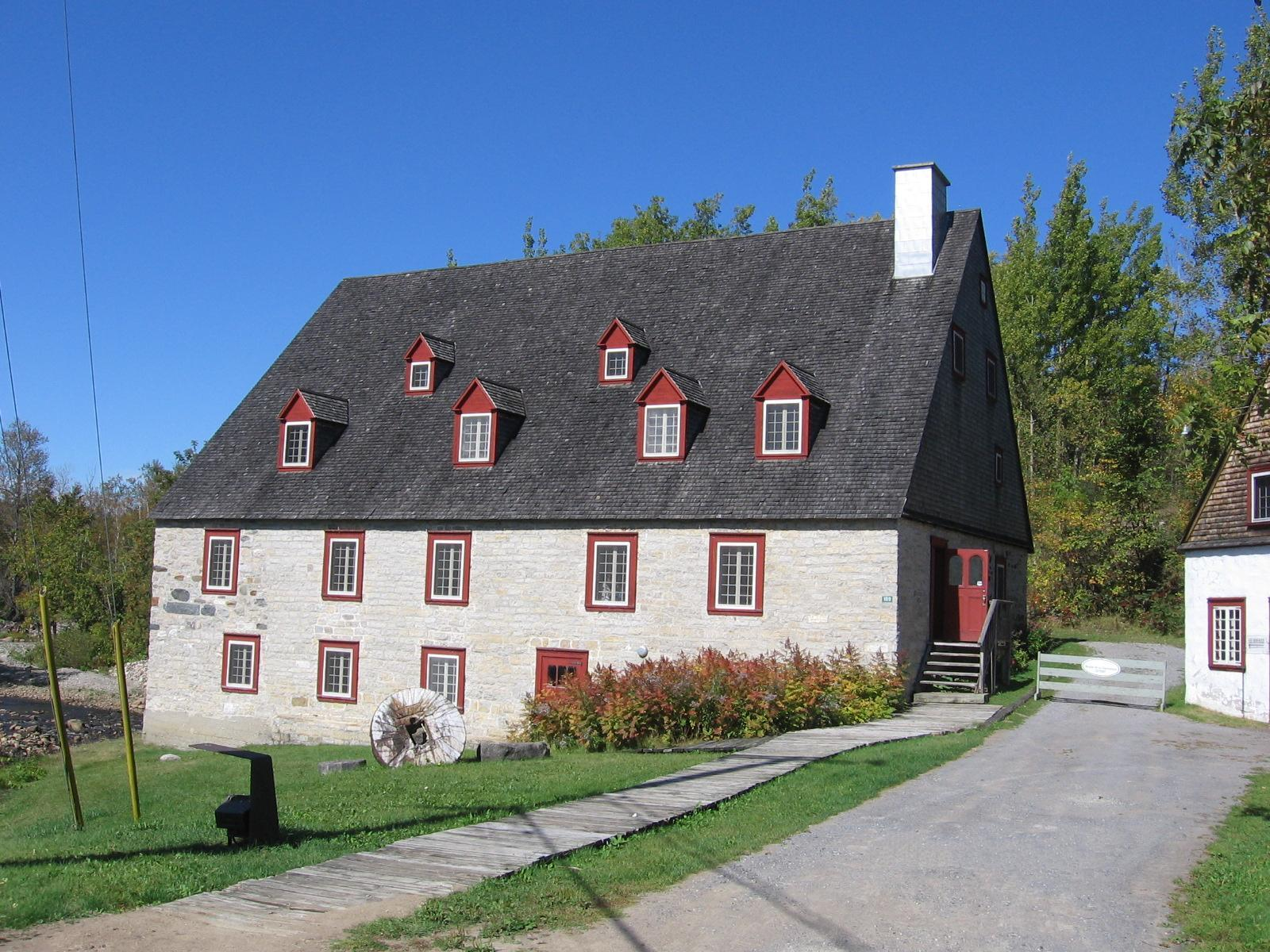
Mühle 1802
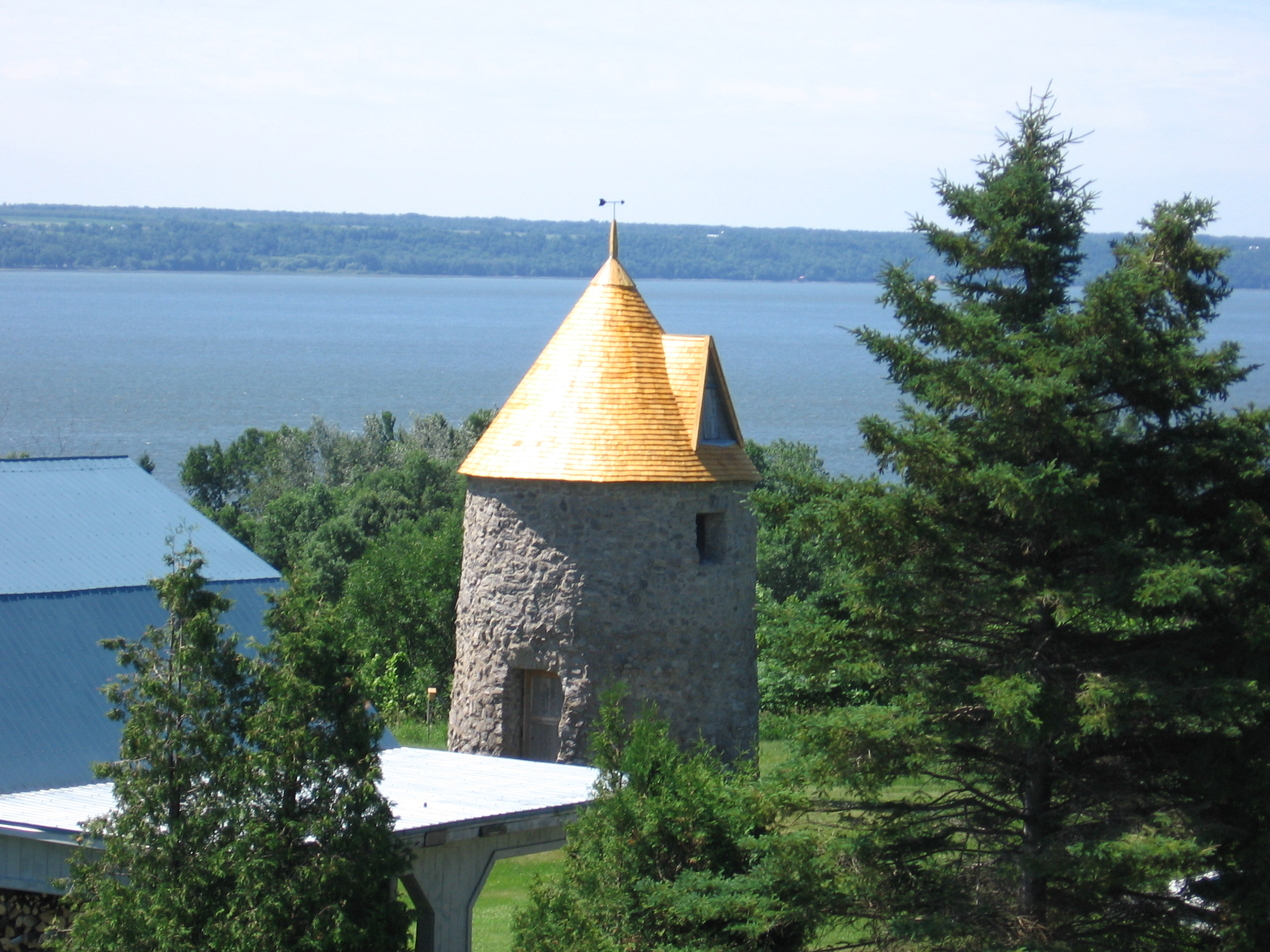
Mühle Neuville

## Söhne und Töchter der Gemeinde
- André Trottier (1901–?), Sänger